# 瓜郷町
瓜郷町（うりごうちょう）は、愛知県豊橋市の地名。

## 地理
豊橋市北西部に位置する。西は下五井町、南は横須賀町、北東は大村町、南東は下地町に接する。

### 字一覧
- 一新替（いっしんがえ）[WEB 5]
- 埋田（うめだ）[WEB 5]
- 大塚（おおつか）[WEB 5]
- 改正（かいせい）[WEB 5]
- 高道（たかみち）[WEB 5]
- 八反田（はったんだ）[WEB 5]
- 前川（まえかわ）[WEB 5]
- 寄道（よりみち）[WEB 5]

### 学区
- 公立高等学校 - 三河学区
- 公立中学校 - 豊橋市立北部中学校[WEB 6]
- 公立小学校 - 豊橋市立津田小学校[WEB 6]

## 歴史

### 人口の変遷
国勢調査による人口および世帯数の推移。
| 1995年（平成7年）  | 137世帯 529人 |  |
| 2000年（平成12年） | 145世帯 546人 |  |
| 2005年（平成17年） | 176世帯 585人 |  |
| 2010年（平成22年） | 188世帯 590人 |  |
| 2015年（平成27年） | 259世帯 680人 |  |

### 沿革
- 寛保2年 - 三河国宝飯郡瓜郷村として、同郡下五井村より分立[2]。瓜子村の表記もみられる[2]。
- 1889年（明治22年） - 宝飯郡鹿菅村大字瓜郷となる[2]。
- 1906年（明治39年） - 宝飯郡下地町大字瓜郷となる[2]。
- 1932年（昭和7年） - 豊橋市瓜郷町となる[2]。

## 交通
- 国道1号[1]

## 施設
- 瓜郷遺跡[1]
- 曹洞宗満光寺[1]
- 若宮八幡社[1]

### WEB
1. ↑  “愛知県豊橋市の町丁・字一覧”.   人口統計ラボ. 2023年4月13日閲覧。
2. ↑  総務省統計局 (2017年1月27日). “平成27年国勢調査の調査結果(e-Stat) - 男女別人口及び世帯数 －町丁・字等” (CSV). 2021年7月21日閲覧。
3. ↑  “愛知県豊橋市の郵便番号一覧”.   日本郵便. 2023年4月13日閲覧。
4. ↑  “市外局番の一覧” (PDF).   総務省 (2022年3月1日). 2022年3月22日閲覧。
5. 1 2 3 4 5 6 7 8  “愛知県豊橋市 住所一覧から地図を検索”.   ONE COMPATH. 2023年8月17日閲覧。
6. 1 2  豊橋市教育委員会学校教育課学事グループ (2021年3月1日). “豊橋市小・中学校通学区域早見表” (PDF).   豊橋市. 2024年11月15日閲覧。
7. ↑  総務省統計局 (2014年3月28日). “平成7年国勢調査の調査結果(e-Stat) - 男女別人口及び世帯数 －町丁・字等” (CSV). 2021年7月20日閲覧。
8. ↑  総務省統計局 (2014年5月30日). “平成12年国勢調査の調査結果(e-Stat) - 男女別人口及び世帯数 －町丁・字等” (CSV). 2021年7月20日閲覧。
9. ↑  総務省統計局 (2014年6月27日). “平成17年国勢調査の調査結果(e-Stat) - 男女別人口及び世帯数 －町丁・字等” (CSV). 2021年7月21日閲覧。
10. ↑  総務省統計局 (2012年1月20日). “平成22年国勢調査の調査結果(e-Stat) - 男女別人口及び世帯数 －町丁・字等” (CSV). 2021年7月21日閲覧。
11. ↑  総務省統計局 (2017年1月27日). “平成27年国勢調査の調査結果(e-Stat) - 男女別人口及び世帯数 －町丁・字等” (CSV). 2021年7月21日閲覧。

### 書籍
1. 1 2 3 4 5 6  「角川日本地名大辞典」編纂委員会 1989, p. 1784.
2. 1 2 3 4 5  「角川日本地名大辞典」編纂委員会 1989, p. 237.